# Rosa Schaffer
Koordinaten: 48° 15′ 26,8″ N, 16° 21′ 42,9″ O

Rosa Schaffer in einer Eigenwerbung von 1908. Der lange Blumenkranz in ihren Händen soll den Duft ihrer Kosmetikprodukte symbolisieren.

Werbung von Rosa Schaffer (1903)

Rosa Schaffer (* um 1848; † 9. Juli 1931 in Wien) war eine bedeutende österreichische Kosmetikunternehmerin zu Zeiten der k.u.k. Monarchie.

## Biographie
Ihre Adresse war Hammerschmidtgasse 18 im 19. Bezirk, wo auch die Kosmetikprodukte hergestellt wurden. Das Hauptgeschäft befand sich am exklusiven Kohlmarkt 6 im 1. Bezirk. Ein weiteres General-Depot gab es am Maximilianplatz 5 (heute Rooseveltplatz) im 9. Bezirk. Sie produzierte die bekannten „Ravissant“-Präparate, die sich nicht nur in den Boudoirs der vornehmen Gesellschaft, sondern auch im Ausland großer Beliebtheit erfreuten. Die Marke war geschützt, ihre Erzeugnisse ließ sie sich patentieren, sie wurde sogar k.k. privilegiert.
Für die Qualität ihrer Schönheitsprodukte erhielt sie zahlreiche Auszeichnungen. Sie war königlich serbische Hof- und Kammerlieferantin sowie Ehrenmitglied der Chemieco Fisico in Palermo. Sie erhielt die Ehrung einer Dame-Patronesse des Sankt Petrus-Ordens mit dem Ehrenkreuze. Das Motto ihres Unternehmens war dementsprechend „Schönheit ist Reichtum, Schönheit ist Macht.“
Als Unternehmerin nutzte sie geschickt die Macht der Werbung bei der Vermarktung ihrer Produkte. Sie ließ Werbung in den meisten Zeitungen platzieren, um so ein breites Publikum anzusprechen. Auch wurden farbige Werbeplakate entworfen, die noch heute als Sammlerstücke hohe Preise erzielen.
Ihr Schaffen fasste sie kurz zusammen:

„Mein Streben ist Schönheit zu verleihen, das Alter zu bannen, den Zauber blühender Jugendfrische zu erhalten.“

## Produkte
Die Erzeugnisse ihrer Firma wurden bei den Weltausstellungen in Paris, London und Wien mit der großen goldenen Medaille und Ehrendiplom prämiert, die vor allem unter ihrer Linie „Ravissant“ liefen.
- Poudre ravissante, ein Gesichtspuder
- Creme ravissante, eine Hautcreme
- Eau ravissante, ein Toilettenwasser
- Rhodopsis verlieh dem Gesicht einen Rosenhauch
- Königsperlen Creme Rosine für die Hände
- Hautduftseife
- Konoor Haarfärbung, Kornol Haarspülung, Haarfeind Enthaarungscreme sowie Haarstärcker gegen Haarausfall
- Kinnbinde zur Verhütung von Doppelkinns sowie Stirnbinde
- Lieblingsveilchen ein Parfum mit Waldveilchenduft sowie Eau de Cologne
- Kampfereis für Hände, eine Pomade zur Geschmeidigerhaltung der Haut
- Frostalin, zum Schutz vor Erfrierungen für Sporttreibende